# Route nationale 17 (Afrique du Sud)
Pour les articles homonymes, voir N17 et Route nationale 17.
La N17 est une des routes nationales d'Afrique du Sud. La N17 débute à Johannesburg jusqu'à la frontière de l'Eswatini à Oshoek/Ngwenya. Elle passe à Springs, Bethal et Ermelo.
Elle croise notamment la N3 à Alberton et la N2 et la N11 à Ermelo.